# جيمس بالمر كامبل
جيمس بالمر كامبل (بالإنجليزية: James Palmer Campbell)‏ هو سياسي نيوزلندي، ولد في 1855، وتوفي في 27 فبراير 1926.